# Coenogonium barbatum
Coenogonium barbatum är en lavart som beskrevs av Lücking, Aptroot & Umaña. Coenogonium barbatum ingår i släktet Coenogonium och familjen Coenogoniaceae.   Inga underarter finns listade i Catalogue of Life.